# Tauriphila xiphea
Tauriphila xiphea – gatunek ważki z rodziny ważkowatych (Libellulidae). Występuje na terenie Ameryki Południowej.